# 三方忠治
三方 忠治（みかた ただはる）は、室町時代中期の武士。一色氏の家臣。若狭守。若狭国守護代である三方範忠（弾正左衛門尉、後に山城守）の弟でその後を継いだ。

## 略歴
「三方若狭守」の呼称は、元々は範忠の三男・範次の呼称であったが、永享元年（1429年）以降記録から姿を消し、代わりに範忠が若狭守を名乗っている。
『満済准后日記』永享4年正月28日条に満済が三方山城入道（範忠）と会談した際に「弟若狭守」の赦免が実現したことに触れているため、忠治が6代将軍・足利義教の怒りを買って処分を受けたのが許されたとみられている。
その後、永享8年（1436年）もしくは9年（1437年）に兄の後を継いで守護代となって守護の一色義貫を補佐したが、範忠には彼の官途名を継いだ実子と推定される三方弾正（実名不明）がおり、忠治の守護代継承は何らかの政治的背景があったと考えられる。
永享12年（1440年）5月15日、足利義教から一色義貫殺害の命令を受けた武田信栄が大和国に出陣中（大和永享の乱）の一色氏の陣を襲撃した際、義貫を守ろうとした忠治と蔵人が信栄と斬り合いになったものの、2人とも義貫と共に討ち取られ、翌日義教から新しい一色氏の当主に任じられた一色教親（義貫の甥）が京都の一色邸に入ろうとするのを阻止しようとした兄・範忠も殺害された。
その後、一色義貫の領国は没収されて丹後国は教親に、若狭は義貫を討ち取った武田信栄に与えられた。信栄は若狭に入国してから1か月後に急死するが、死因として先に義貫を襲撃した際に三方若狭（忠治）から受けた傷が元で死去したとする説が伝えられている。